# Nasa chenopodiifolia
Nasa chenopodiifolia är en brännreveväxtart som först beskrevs av Louis Auguste Joseph Desrousseaux, och fick sitt nu gällande namn av Weigend. Nasa chenopodiifolia ingår i släktet färgkronor, och familjen brännreveväxter. Inga underarter finns listade i Catalogue of Life.